# Françoise-Louise de Warens

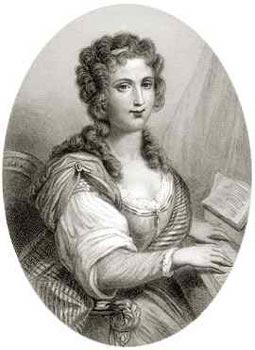
Madame de Warens

Françoise-Louise de Warens, geb. Louise Éléonore de la Tour du Pil, baronne de (* 31. März 1699 in Vevey; † 29. Juli 1762 in Chambéry), ist heute vor allem bekannt als zeitweilig wichtigste Bezugsperson von Jean-Jacques Rousseau.

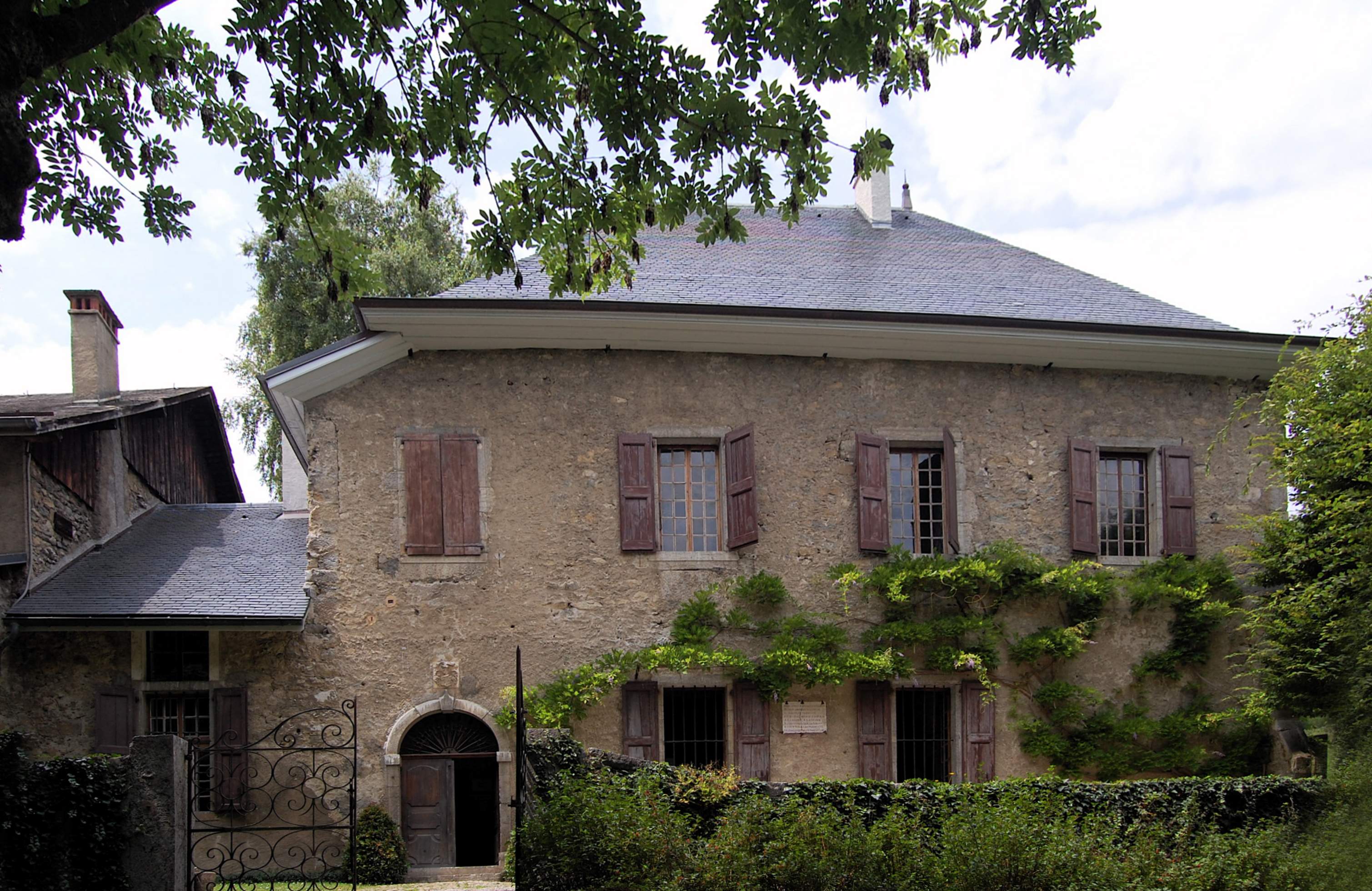
Das Haus Les Charmettes, in dem Jean-Jacques Rousseau zusammen mit M^{me} de Warens in den Jahren 1735 bis 1736 lebte. Heute ist das Gebäude ein Museum, das Rousseau gewidmet ist.

## Leben
Ihr Vater war Arzt und ihre Mutter starb, als sie fünf Jahre alt war. Ihre Erziehung übernahmen die ledigen väterlichen Schwestern, bei denen sie lebte. Ihr Vater heiratete wieder und starb, als sie zehn Jahre alt war. Nach dem Tod ihrer Tante Louise wurde sie als reiche Erbin in ein Internat geschickt, wo sie eine sorgfältige Erziehung erhielt. 
Im Jahre 1714 wurde sie mit Sébastien-Isaac de Loys, Baron de Warens verheiratet. Um das Jahr 1719 lebte sie mit ihrem Ehemann in Lausanne, dort stand sie in einer Beziehung zu Etienne-Sigismond de Tavel, einem Bürger aus Bern.
Im Juni 1726 trat der kleine Fluss Veveyse über die Ufer, und ihr Ehemann wurde für Hilfsaktionen rekrutiert. Sie nutzte die Gelegenheit, um ihn zu verlassen.
Madame de Warens (wie sie meistens genannt wird) konvertierte 1726 vom protestantischen Bekenntnis zum Katholizismus und wanderte in das benachbarte Herzogtum Savoyen-Piemont aus, das damals ein praktisch unabhängiger Staat war. Sie lebte ab 1726 zunächst in Annecy und später in Charmettes bei Chambéry. Vom Herzog von Savoyen, Viktor Amadeus II., erhielt sie eine Pension von jährlich 2500 piemontesischen Pfund, mit der Aufgabe, in der an calvinistische schweizerische Gebiete angrenzenden Region für den katholischen Glauben zu werben.
Sie war eine Anhängerin der Aufklärung und des Fortschritts; mit einem angenehmen Einkommen ausgestattet, gründete und leitete sie gern Unternehmen. In Vevey leitete sie 1725 eine Fabrik für Seidenstrümpfe, die 1726 in Konkurs ging. Um sich dem Skandal zu entziehen, emigrierte sie nach Savoyen. In Annecy setzte sie sich für eine Manufaktur ein, die jedoch nie zustande kam. In Chambery legte sie den Grundstein für einen königlichen Pflanzengarten mit einem Pharmaziekollegium; sie begann mit der Herstellung von Seife und Schokolade, wurde "Großbäuerin" auf dem Hügel Charmettes und nutzte mit Geschick Metalladern und Kohleminen, die viel Geld einbrachten. Sie wurde umworben, von "Leuten mit Projekten" umgeben und erlebte mehrmals den Rausch der guten Geschäfte und die Qualen der schlechten.
1728 nahm sie den fünfzehnjährigen Rousseau in ihre Obhut, der soeben seiner Geburtsstadt Genf den Rücken gekehrt hatte und auf Wanderschaft gegangen war. Sie brachte ihn dazu, nach Turin zu reisen und dort ebenfalls zum Katholizismus überzutreten. Später nahm sie ihn ganz bei sich auf und unterstützte ihn, der die nur dreizehn Jahre ältere liebevoll maman nannte in seinen Bemühungen, sich autodidaktisch zu bilden. 1732 machte sie ihn zu ihrem Liebhaber. Als er im Winter 1737/38 längere Zeit abwesend war, ersetzte sie ihn zwar durch ihren neuen Sekretär und Hausverwalter Jean-Samuel-Rodolphe Wintzenried (1716–1772), ließ ihn nach seiner Rückkehr aber noch eine ganze Weile bei sich wohnen.
Ein letztes Mal traf sie Rousseau, der inzwischen seit längerem in Paris und dort seit 1745 mit Thérèse Levasseur zusammenlebte, anlässlich seiner Reise nach Genf, die er 1754 unternahm, um zum Protestantismus zurückzukehren und die Genfer Staatsbürgerschaft wieder anzunehmen.

## Werk
- Mémoires de Madame De Warens, Chambery (Bern) 1786